# Time (Luciano-Lied)
Time ist ein Lied des deutschen Rappers Luciano aus dem Jahr 2024.

## Entstehung und Veröffentlichung
Geschrieben wurde das Lied vom Interpreten Patrick Großmann (Luciano) selbst, zusammen mit dem Koautoren Dennis Lukowski (DLS). Letzterer zeichnete zudem auch für die Produktion verantwortlich. Die Komposition beinhaltet dabei ein Sample von Henry Jackmans Safe Now aus dem Jahr 2013.
Die Erstveröffentlichung von Time erfolgte als Single am 4. Januar 2024 bei Urban Records. Diese erschien als digitaler Einzeltrack zum Download und Streaming. Am 10. Februar 2024 erschien das Lied als Teil von Lucianos siebten Studioalbum Seductive (Katalognummer: 0602465003598), dessen siebte Singleauskopplung es ist.
Um das Lied zu bewerben, erfolgte unter anderem ein Liveauftritt zur Hauptsendezeit in der ProSieben-Show Late Night Berlin.

## Inhalt
Time thematisiert unter anderem folgende Aspekte:
- Motivation und Selbstvertrauen: Luciano betont die Wichtigkeit, man selbst zu sein und stark zu bleiben. Texte wie „Bruder, sei du selbst, so bist du strong, also bleib nie steh’n“ ermutigen den Hörer, an sich selbst zu glauben und seine eigenen Wege zu gehen.
- Hoffnung und Ziele: Das Lied vermittelt eine Botschaft der Hoffnung und des Strebens nach persönlichen Zielen. Phrasen wie „Sunshine kommt, greif dein Glück immer nach dem Regen“ deuten darauf hin, dass nach schwierigen Zeiten bessere Zeiten kommen und man seine Chancen ergreifen sollte.
- Reflexion über Zeit und Leben: Durch die Verwendung des Soundtracks „Time“ von Hans Zimmer aus dem Film Inception wird das Thema Zeit selbst thematisiert. Es geht um die Reise durchs Leben und die Erkenntnis, dass man trotz aller Hindernisse nicht aufgeben sollte.
- Musikalische und kulturelle Referenzen: Der Titel kombiniert ein Streichquartett und Drill-Beats, was einen Kontrast zwischen klassischer und moderner Musik schafft. Luciano greift hierbei auf bekannte Melodien zurück, um eine tiefere emotionale Resonanz zu erzeugen.

## Chartplatzierungen
Time avancierte zum Nummer-eins-Hit in Deutschland, Österreich und der Schweiz. In Deutschland ist es bereits der achte Nummer-eins-Hit für Luciano, mit dem er sich zugleich erstmals selbst von der Chartspitze verdrängte. In der Woche zuvor belegte er noch mit Wonderful Life Rang eins. Er ist erst der achte Künstler, der sich selbst von der Chartspitze verdrängte, zuletzt gelang dies Apache 207 im Jahr 2020. In Österreich und der Schweiz ist es je sein fünfter Nummer-eins-Hit. Es ist nach Beautiful Girl (Mai 2022), Bamba (September 2022) und All Night (April 2023) die vierte Single von Luciano, die sich gleichzeitig auf Platz eins in allen D-A-CH-Staaten platzieren konnte.
| ChartsChartplatzierungen | Höchstplatzierung | Wochen |
| ------------------------ | ----------------- | ------ |
| Deutschland (GfK)        | 1 (8 Wo.)         | 8      |
| Österreich (Ö3)          | 1 (4 Wo.)         | 4      |
| Schweiz (IFPI)           | 1 (8 Wo.)         | 8      |